# 久我浩二
久我 浩二（くが　こうじ、1965年8月23日）はシューズデザイナーである。東京都中野区出身。既婚。	

## 人物
- 1983年中央大学文学部英米文学科に入学。

この頃から、靴専門店にて販売のアルバイトをきっかけに靴業界に入る。	
大学在学中 (1984年) ㈱バザラインターナショナル設立と同時に企画を始める。『Bazara moda』企画、デザインを担当。
- 1988年 前衛的なイメージを大胆に表現した『Vecchia-volpe』を発表し、西武、丸井などで商品を展開する。
- 1992年 ㈱ サントロペに 移籍。ブランド 『SEVEN TWELVE THIRTY』 をプロデュースする。
- 1993年 ブランド『バ−コード』を発表し、NIKEなどの靴ブームと共に全国の若者の指示をうける。
- 1994年 新宿伊勢丹の解放区に靴のデザイナーとして参加。
- 1997年1月6日 独立をし株式会社イーボルを三原康裕と設立する。その後三原は独立。
- 1997年3月 1号店として、ラフォーレ原宿2階に直営店『KOJI KUGA』OPEN

ブランド『KOJI  KUGA』にて厚底ブームの火付け役となる。
婦人靴卸、企画・製造・販売、OEM を多数行っている (2010年現在)	

## 代表作
『シャークソール シューズ』　足を踏み込むときの衝撃を吸収するソールの靴。
女性社会問題に対し、厚底ブーツを発表。	
『ほたる』ソールに蛍光塗料がついており、暗闇で「光る」仕掛けになっている。クラブシーンにて人気を集める。
ほたるシリーズにはアパレルもあり、SS collectionを西麻布を代表するクラブ、「Space Lab YELLOW（スペース・ラボ・イエロー、以下イエロー）」（港区西麻布1）にて発表。